# Esquema corporal
El esquema corporal es una técnica utilizada en el dibujo de personas o seres vivos. El esquema corporal es una idea que tenemos sobre nuestro cuerpo, sus diferentes partes y sobre los movimientos que podemos hacer o no con él; es una imagen mental que tenemos de nuestro cuerpo con relación al medio, estando en situación estática. Se utiliza para sugerir la postura en la que se presentará el cuerpo representado.

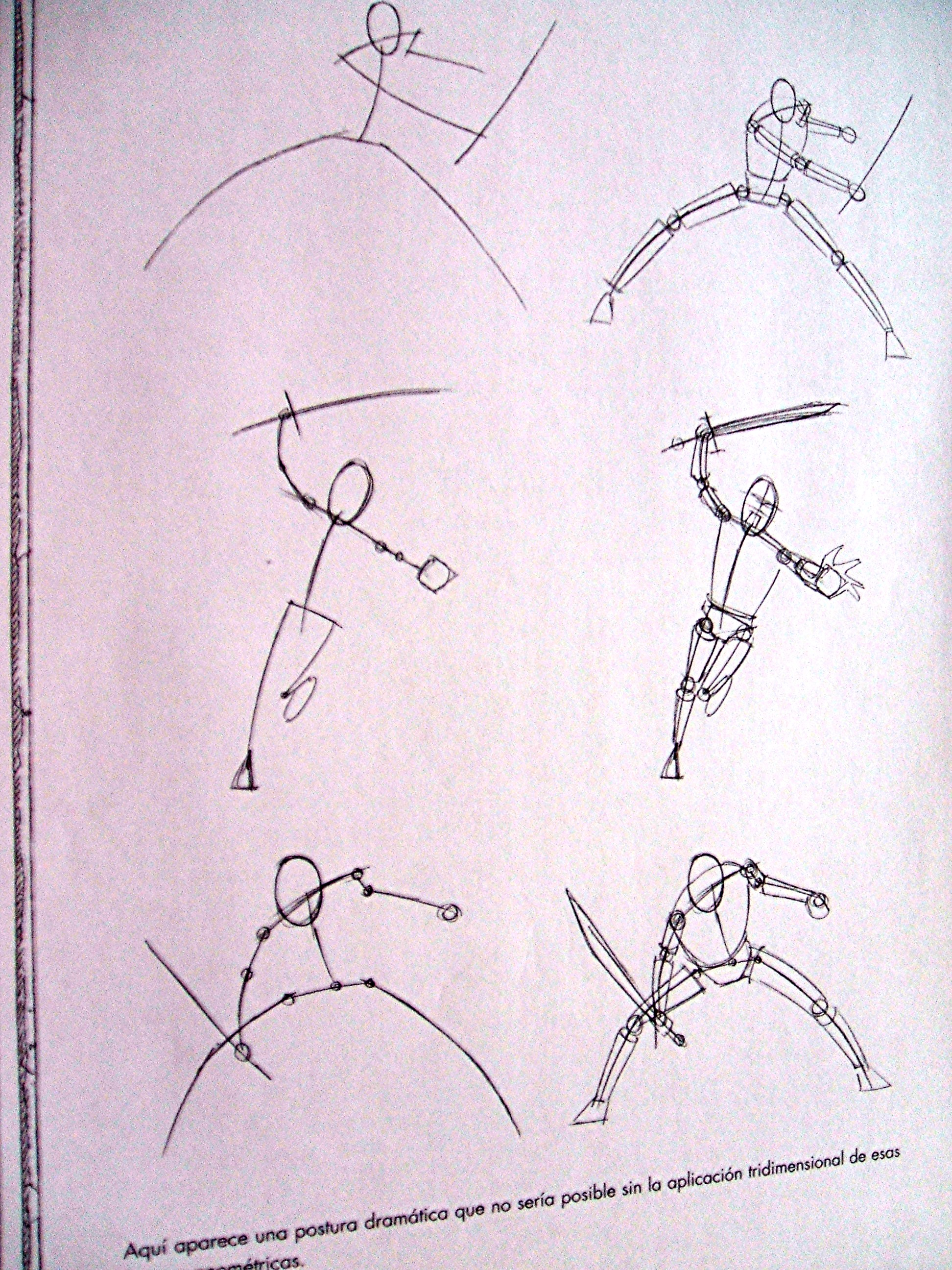
Pasos de los esquemas corporales.

## Manera de llevar a cabo esta técnica
La manera más habitual es dibujar antes que nada las líneas de dirección del personaje, es decir, las líneas que definen la dirección de su tronco, piernas, brazos y cuello. Las articulaciones suelen representarse mediante círculos que unen las distintas líneas de dirección, mientras que el tronco se puede representar con un trapecio o dos triángulos y la cabeza con un óvalo.
Tras esto, se pasa a rellenar el cuerpo con figuras tridimensionales: para los segmentos de brazos, piernas y cuello se utilizan cilindros; para el tronco se puede usar un cilindro o una forma más aproximada al tronco real; para manos y pies se suelen utilizar triángulos que sugieran las posturas de estas partes del cuerpo; mientras que para las articulaciones se pasa a esferas.
Sobre este esquema se dibuja la silueta externa del cuerpo sostenida por las figuras ya dibujadas. Posteriormente, el esquema se eliminará dejando tan solo la silueta del personaje, ya que esta técnica es solo orientativa y no debe aparecer en el resultado final.

## Véase también

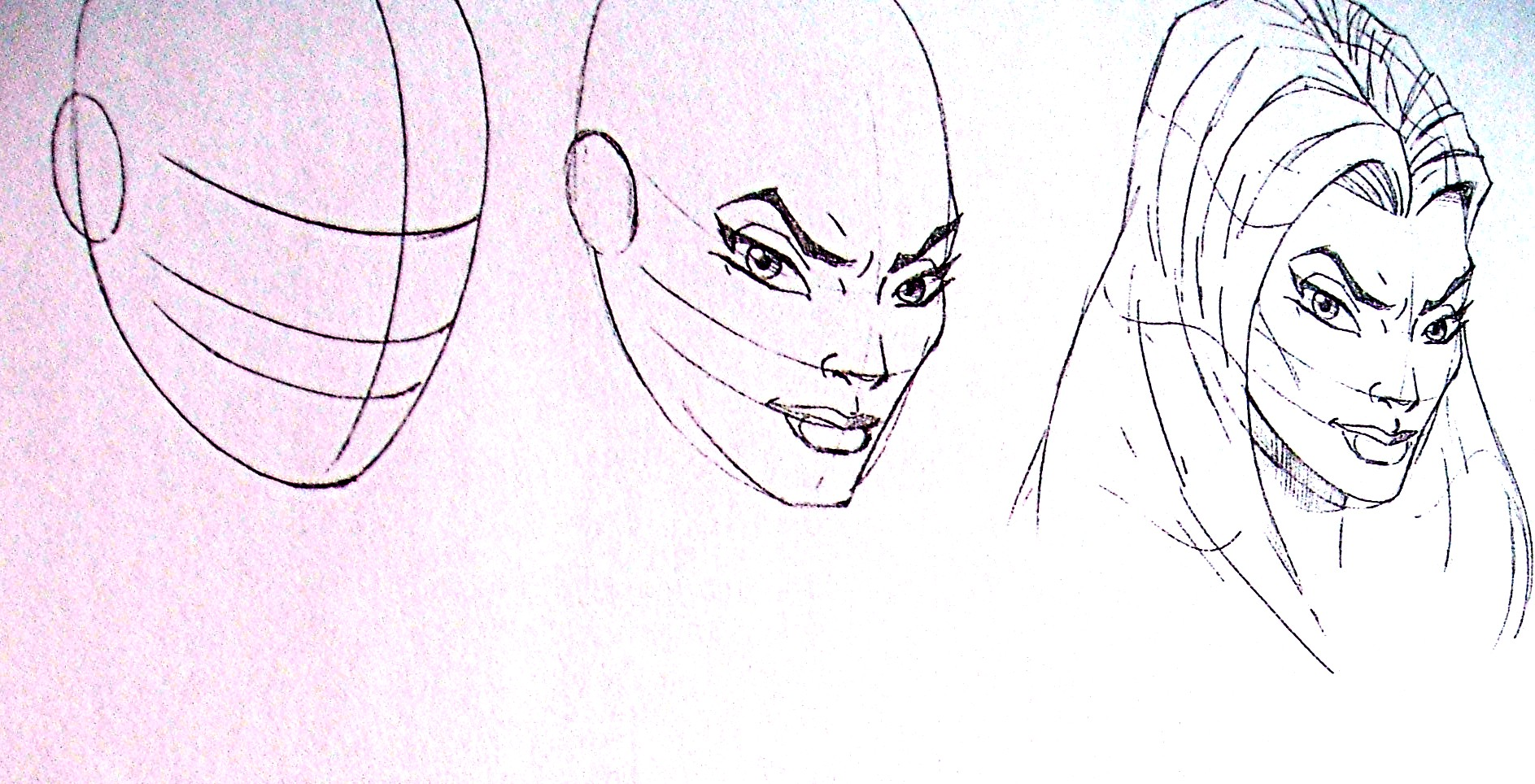
Esquema corporal aplicado a la cabeza.